# ناتالي هال
ناتالي هال (بالإنجليزية: Natalie Hall) هي ممثلة كندية، ولدت في 25 يناير 1989 بفانكوفر في كندا.

## الأعمال

### أفلام
| السنة | العنوان | الدور  |
| ----- | ------- | ------ |
| 2013  | +1      | ميلاني |

## وصلات خارجية
- ناتالي هال على موقع IMDb (الإنجليزية)
- ناتالي هال على موقع قاعدة بيانات الفيلم (الإنجليزية)